# 위그 3세 (키프로스)

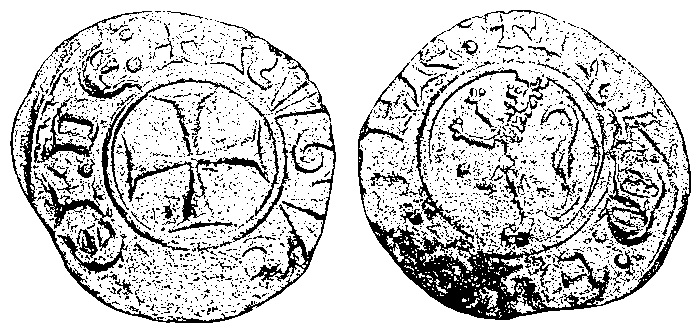

위그 3세 드 푸아티에뤼지냥(Hugues III de Poitiers-Lusignan)은 키프로스 왕국의 왕이다. 예루살렘 왕국으로는 위그 1세로도 불린다. 앙리 드 푸아티에앙티오슈(보에몽 4세 당티오슈 후작의 아들)와 이사벨 드 쉬프르 왕녀의 아들이다. 외숙 위그 2세가 후사없이 사망하여 그의 뒤를 이었다.